# Selim Yaşar
Selim Yaşar (né Koloy Mikaylovich Kartoyev, le 20 février 1990 en Ingouchie, URSS) est un lutteur turc (russe avant 2014), spécialiste de lutte libre.
Il est également connu sous le nom de Zalimkhan Kartoev. Il remporte la médaille d'argent lors des Championnats du monde 2015, après celle de bronze lors des Championnats du monde de 2014. Il est médaillé d'argent aux Jeux olympiques d'été de 2016.
Il est médaillé de bronze aux Championnats d'Europe de lutte 2017.